# Iskra
Iskra (em língua russa: Искра, "faísca", ""centelha") foi um jornal político publicado por emigrantes socialistas da Rússia e com um caráter revolucionário marxista. Foi, de fato, o órgão do Partido Operário Social-Democrata Russo (POSDR). A primeira edição foi publicada em Lípsia (Alemanha) em janeiro de 1901, com a colaboração dos social-democratas alemães, que ajudaram na instalação do talher de impressão e no transporte clandestino do jornal através da fronteira germano-russa. 
Entre janeiro de 1901 e julho de 1903 foram publicados 44 números, com artigos entre os que destacou As tarefas mais urgentes do nosso movimento, escrito pelo próprio Lenin. O próprio Lenin tratou o desenvolvimento do jornal em matéria de organização na sua obra Что делать? (Que fazer?). 
Após o II Congresso do POSDR (1903), Lenin foi eleito dirigente do Partido e o controlo do Iskra passou aos mencheviques, tornando-se os bolcheviques desde então em opositores diretos à linha editorial do jornal. O jornal publicou-se até 1905, com uma tiragem meia de 8.000 números. 
Dentre a equipa dirigente destacaram: 
- Vladimir Lenin
- Georgi Plekhanov
- Vera Zasulitch
- Pavel Akselrod
- Julius Martov
- Aleksandr Potresov
- Lev Trotski
- Aleksandr Parvus